# 비버꼬리개구리

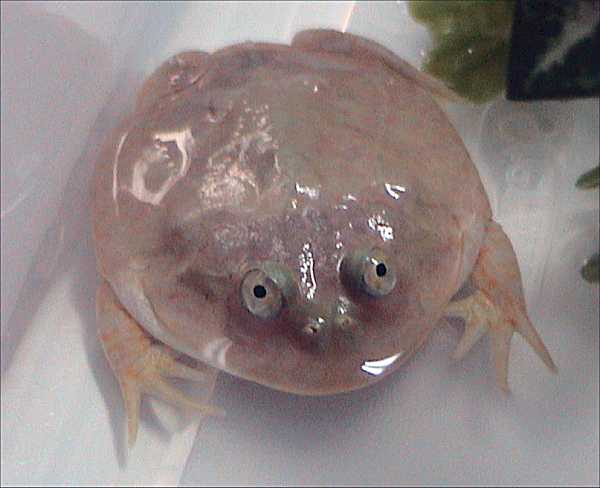

비버꼬리개구리(Lepidobatrachus laevis) 또는 버젯개구리(Budgett's frog)는 존 새뮤얼 버젯(John Samuel Budgett)이 발견한 뿔개구리과에 속하는 개구리의 일종이다. 애완동물로 키우는 경우가 많다. 하마개구리(hippo frog), 프레디 크루거 개구리(Freddy Krueger frog) 등 여러 가지 인기 있는 별명을 얻었다.

## 설명
이 개구리는 우스꽝스럽고 밋밋한 외모와 지능적인 행동으로 인해 애완동물 가게에서 인기를 끌었다. 암컷의 크기는 100mm(3.9인치)에 달하는 반면 수컷은 때로는 절반만 커지는 경우도 있다. 몸의 1/3에 해당하는 큰 머리와 눈에 띄게 큰 입이 특징이다. 이들의 입에는 윗줄의 이빨과 아래턱에 두 개의 "송곳니"가 있다. 매우 짧고 뭉툭한 팔다리를 가지고 있으며 앞다리에는 물갈퀴가 없다. 비버꼬리개구리는 짙은 올리브 녹색이며 주황색 윤곽선이 더 어두운 얼룩이 있다. 수컷의 목은 진한 파란색이다.